# Kurt Beck

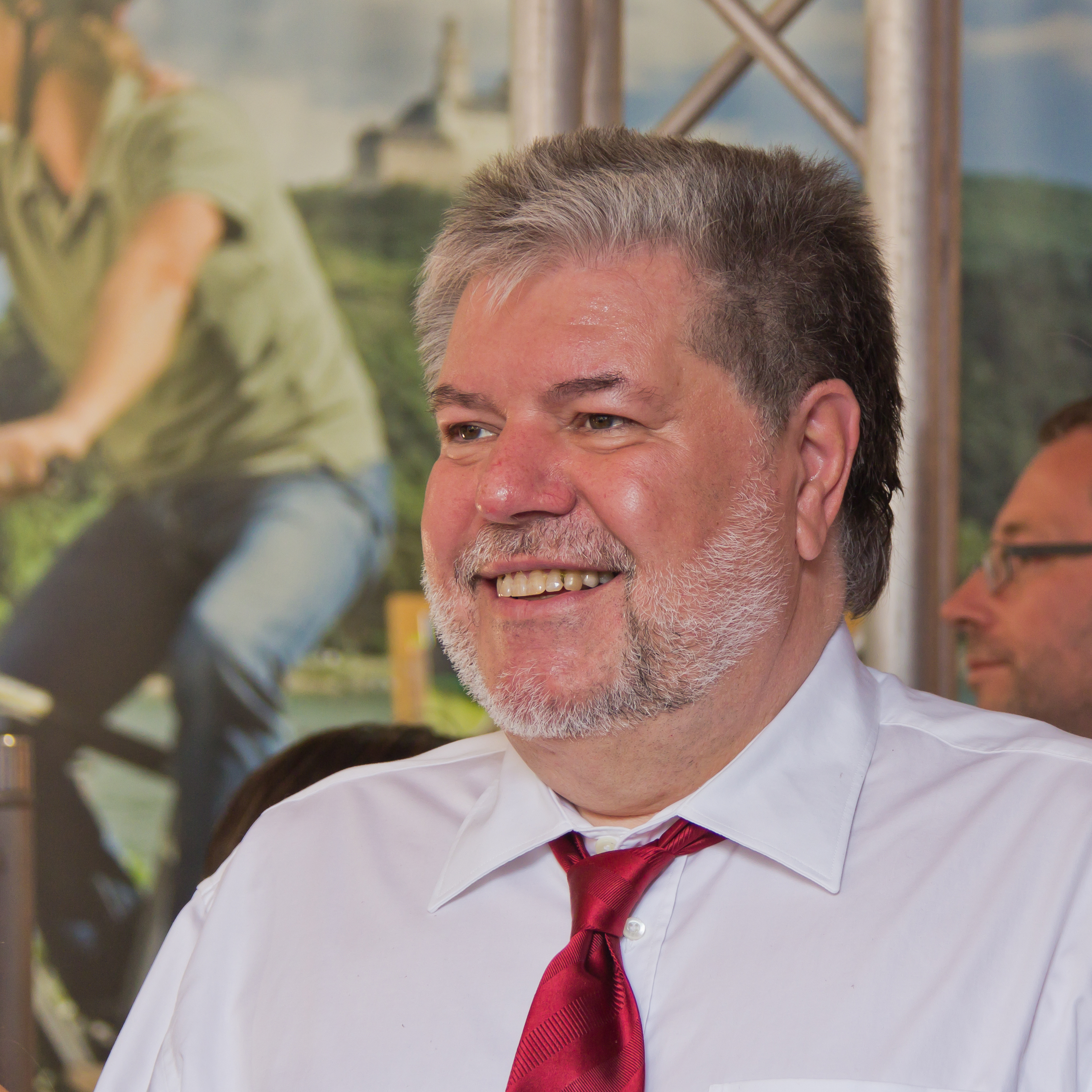
Kurt Beck auf dem Deutschlandfest 2011 in Bonn

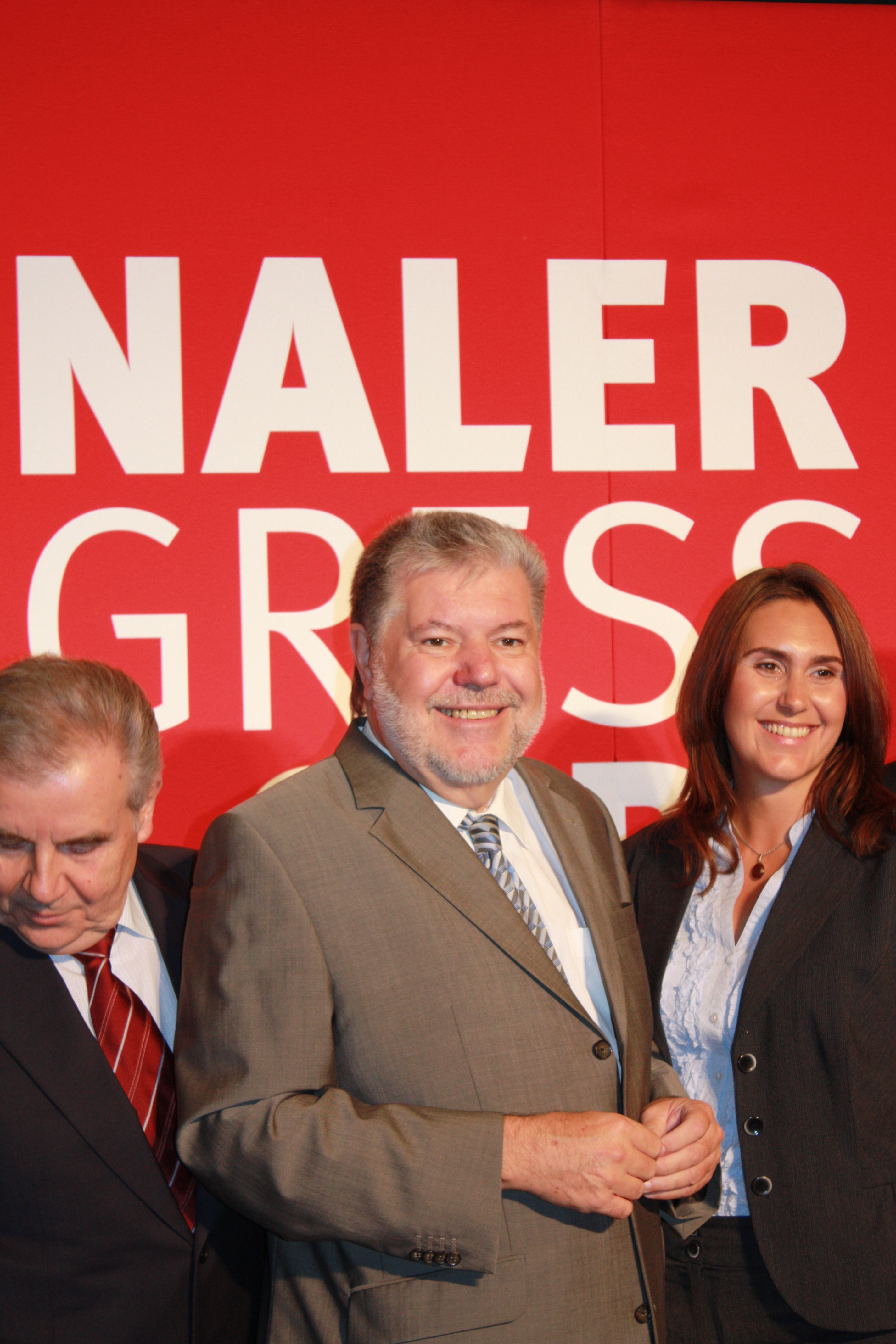
Kurt Beck beim Internationalen Medienkongress 2012

Kurt Georg Beck (* 5. Februar 1949 in Bergzabern) ist ein deutscher ehemaliger Politiker (SPD). Er war von 1994 bis 2013 Ministerpräsident des Landes Rheinland-Pfalz und von 2006 bis 2008 Bundesvorsitzender der SPD.
Von 1993 bis 2012 war Beck Landesvorsitzender der SPD Rheinland-Pfalz und von November 2006 bis Dezember 2008 Vizepräsident der Sozialistischen Internationale. Von 2013 bis 2020 war er Vorsitzender der SPD-nahen Friedrich-Ebert-Stiftung.

## Leben

### Ausbildung

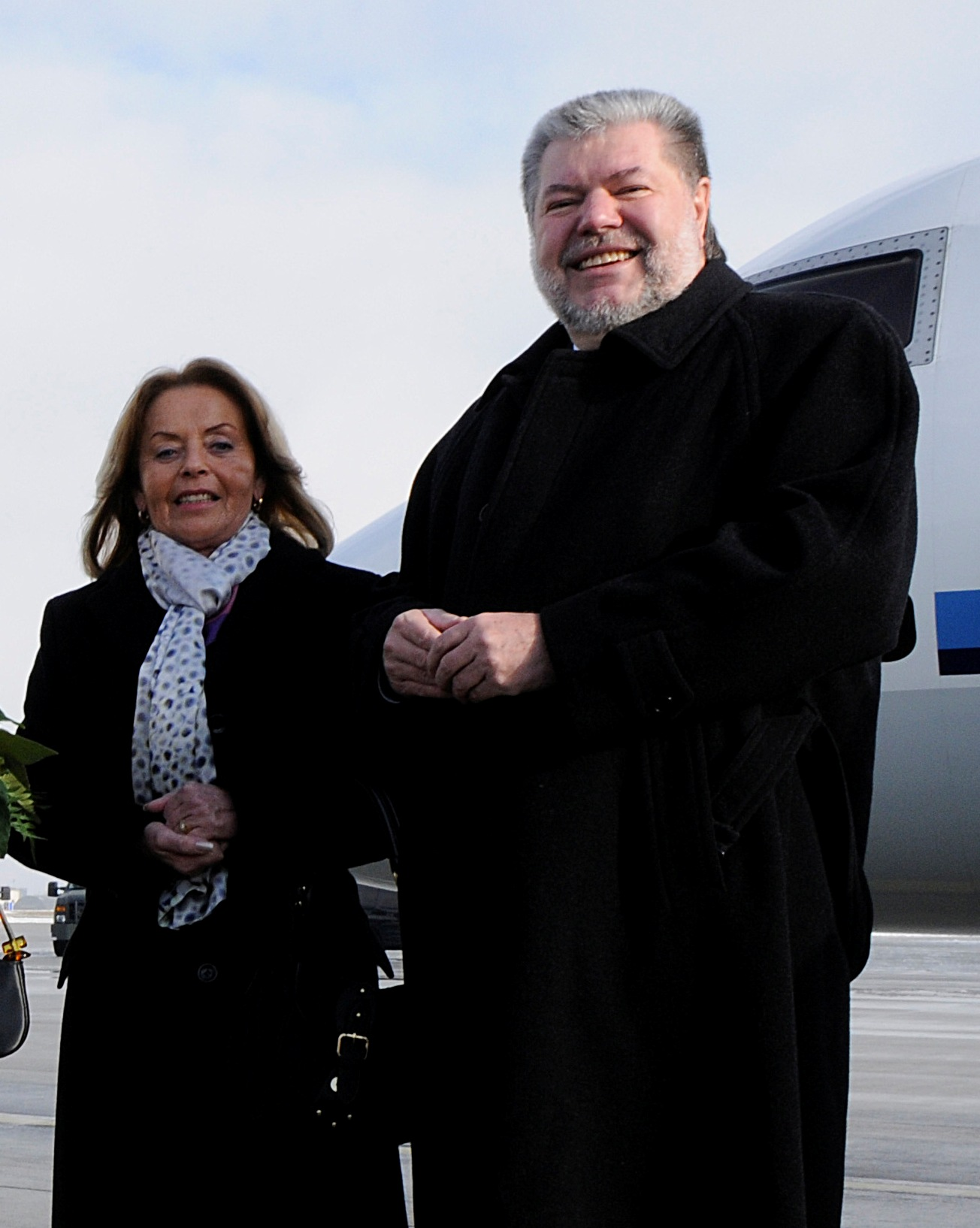
Kurt Beck mit Ehefrau Roswitha, 2010

Kurt Beck wurde als einziges Kind des Maurers Oskar Beck und dessen Frau Johanna, geborene Schwöbel, einer Hausfrau, in Bergzabern im gleichnamigen Landkreis geboren. Beide stammten aus dem südpfälzischen Kapsweyer. Beck wuchs in Steinfeld im heutigen Landkreis Südliche Weinstraße auf und lebt dort bis heute.
In einem Interview berichtete Beck, dass er als Kind aufgrund einer Neurodermitiserkrankung in seinem Heimatdorf ausgegrenzt worden war. Diese Erfahrung übte laut Beck einen wichtigen Einfluss auf seine politische Entwicklung aus.
Nach dem Besuch der Volksschule Steinfeld von 1955 bis 1963 absolvierte Beck von 1963 bis 1966 eine Berufsausbildung zum Elektromechaniker (Fachrichtung Elektronik) beim Heeresinstandsetzungswerk der Bundeswehr in Bad Bergzabern. 1967 war er ebendort als Funkelektroniker (Vorhandwerker und Gruppenführer) und damit als Zivilbeschäftigter eingesetzt. 1968 wurde er Personalratsvorsitzender beim Heeresinstandsetzungswerk. Außerdem wurde er Bezirks-Jugendvertreter, des Bezirkspersonalrates der Wehrbereichsverwaltung IV in Wiesbaden und Mitglied der damaligen Gewerkschaft Öffentliche Dienste, Transport und Verkehr (seit 2001: Vereinte Dienstleistungsgewerkschaft). Den Wehrdienst leistete Beck von 1968 bis 1969. Von 1969 bis 1972 war er wieder in seinem Beruf tätig und besuchte nebenher die Abendschule, an der er 1971 die mittlere Reife erwarb. 1976 wurde er Mitglied und ab 1978 Bezirkspersonalratsvorsitzender beim Territorialkommando Süd in Heidelberg. Diese Tätigkeit übte er bis 1985 aus.

### Einstieg in die Lokal- und Landespolitik
In seiner Jugend engagierte er sich als Katholik in der Christlichen Arbeiterjugend. Beck trat 1972 der SPD bei. Beeinflusst hatten ihn nach seinen Angaben das Godesberger Programm sowie Persönlichkeiten wie Bundeskanzler Willy Brandt und Wilhelm Dröscher. 
Er war seit 1974 Mitglied des Kreistags Südliche Weinstraße. 1989 wurde Beck zum Ortsbürgermeister der Ortsgemeinde Steinfeld gewählt. Beide Ämter gab er 1994 ab.
Seit 1979 war Beck Abgeordneter des Rheinland-Pfälzischen Landtages. Zur Landtagswahl 1991 wurde ein neues Wahlrecht eingeführt, wonach wie bei Bundestagswahlen und Landtagswahlen in anderen Bundesländern ein Teil der Abgeordneten über Direktmandate in Wahlkreisen gewählt wird. Beck trat fortan bis 2011 im Wahlkreises 49 – Südliche Weinstraße an, den er stets direkt gewann. In den Jahren 1982 bis 1985 war er außerdem sozialpolitischer Sprecher der SPD-Fraktion, von 1985 bis 1991 parlamentarischer Geschäftsführer und von 1991 bis 1994 Fraktionsvorsitzender.
Von 1993 bis 2012 war Beck Landesvorsitzender der SPD in Rheinland-Pfalz. In diesem Amt wurde er zuletzt am 26. Juni 2010 durch den Landesparteitag in Idar-Oberstein mit 98,4 Prozent der Delegiertenstimmen bestätigt.
Auf dem SPD-Landesparteitag am 10. November 2012 folgte ihm Roger Lewentz als Landesvorsitzender. Aus gesundheitlichen Gründen hatte Kurt Beck nicht erneut kandidiert.

### Ministerpräsident von Rheinland-Pfalz

#### Verlauf der Amtsführung über fünf Amtsperioden

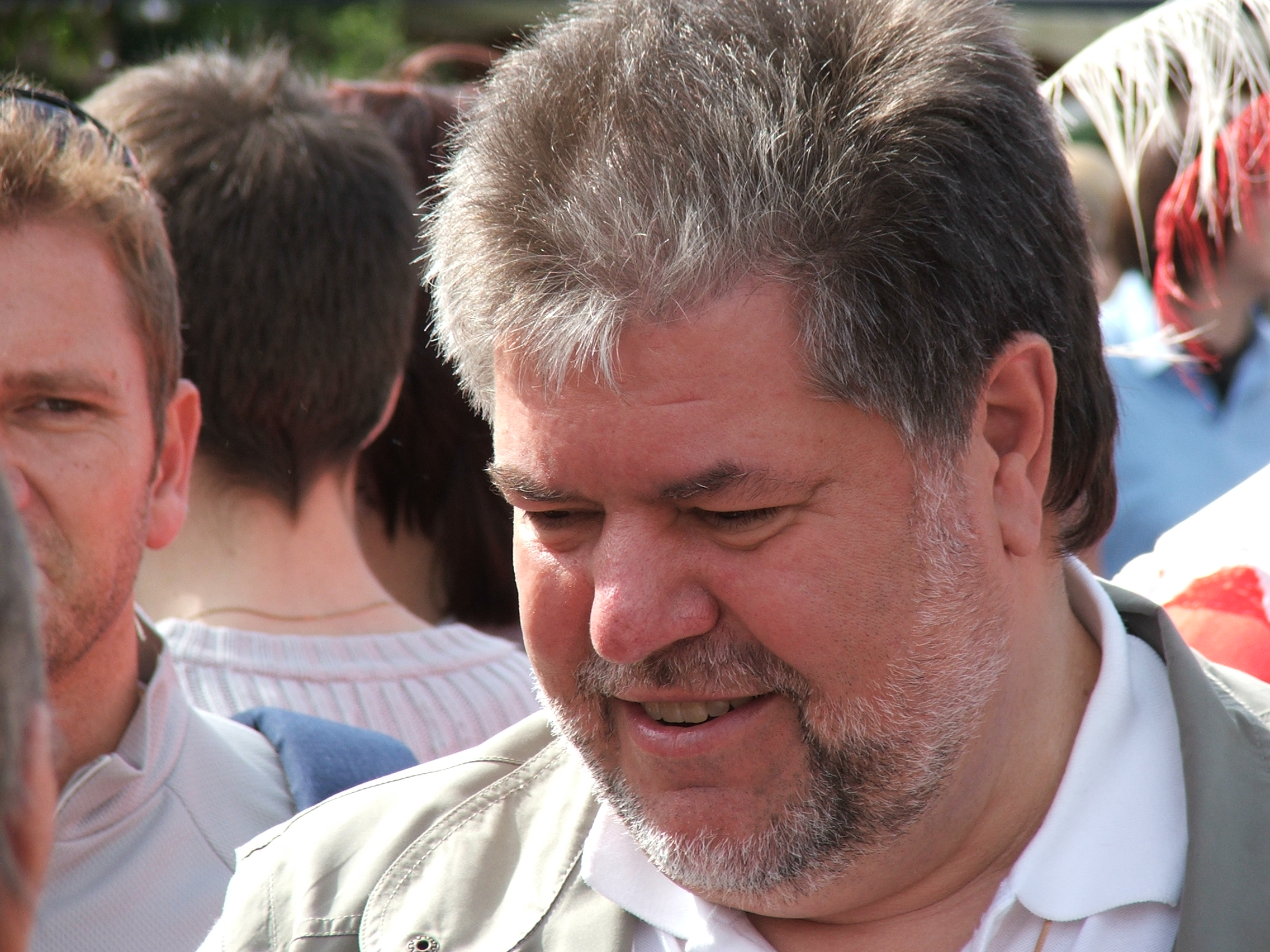
Beck im Gespräch mit Bürgern, 2005

Als der rheinland-pfälzische Ministerpräsident Rudolf Scharping nach der Bundestagswahl 1994 als Parteivorsitzender der SPD und Vorsitzender der SPD-Bundestagsfraktion in die Bundespolitik wechselte, schlug er Beck, damals Vorsitzender der rheinland-pfälzischen SPD-Landtagsfraktion, als seinen Nachfolger vor. Beck wurde am 26. Oktober 1994 vom Landtag zum Ministerpräsidenten gewählt. Er stützte sich zunächst ebenso wie Scharping auf eine sozialliberale Koalition.
Bei der Landtagswahl 1996 erreichte die Partei unter Becks Führung 39,8 Prozent der gültigen Stimmen. Die CDU hatte knapp einen Prozentpunkt weniger erhalten. Bei der Landtagswahl 2001 siegte die SPD erneut, diesmal mit 44,7 Prozent der gültigen Stimmen (CDU: 35,3 Prozent). In den folgenden Jahren gelang es Beck, seine Popularität in dem als konservativ geltenden Land erheblich zu steigern. Von 1999 bis 2002 war er zudem Bevollmächtigter der Bundesrepublik Deutschland für kulturelle Angelegenheiten im Rahmen des Vertrags über die deutsch-französische Zusammenarbeit. Am 12. November 2005 wurde er wiederum Spitzenkandidat der SPD. Bei der Landtagswahl 2006 erzielte seine Partei mit 45,6 Prozent der gültigen Stimmen die absolute Mehrheit der Mandate. Das Ergebnis der CDU hatte sich bei dieser Wahl abermals verschlechtert und sie erreichte nur 32,8 Prozent der gültigen Stimmen, während die Grünen mit einem Ergebnis von nur 4,6 Prozent erstmals seit 1987 den Einzug in den rheinland-pfälzischen Landtag verpassten. Becks Angebot an die FDP (8 Prozent), die Koalition fortzusetzen, lehnte der vormalige Koalitionspartner ab, so dass es zu einer Alleinregierung der SPD kam. Bei seiner Wiederwahl am 18. Mai 2006 erhielt Beck 54 Stimmen und damit eine mehr, als die SPD-Fraktion Mitglieder hat. Während der Alleinregierung der SPD zwischen 2006 und 2011 kam es zu mehreren Affären und Skandalen, die zum Teil auch Beck selbst zugeschrieben werden. Hier sind die Schlosshotel- und die Nürburgring-Affäre zu nennen.
Bei der Landtagswahl am 27. März 2011, für die Beck am 6. November 2010 als Spitzenkandidat aufgestellt wurde, ging der Anteil der SPD um fast zehn Punkte auf 35,7 Prozent der Stimmen zurück, was Becks schlechtestes Ergebnis seit seinem Amtsantritt bedeutete. Trotz des Verlusts der absoluten Mehrheit konnte er jedoch die Stellung als stärkste Kraft vor der CDU knapp behaupten und, da im Landtag durch den Misserfolg der FDP nur noch drei Parteien vertreten waren, ungefährdet ein Regierungsbündnis mit den Grünen eingehen. Mit den Stimmen der Koalition wurde Beck am 18. Mai 2011 vom rheinland-pfälzischen Landtag für eine weitere fünfjährige Amtszeit als Ministerpräsident wiedergewählt.
Beck gilt als volksnaher Politiker, der gerne auf die Menschen zugeht. In seiner Regierungszeit wurden im Bereich der Schul- und Sozialpolitik unter anderem Ganztagsschulen und ein kostenloses Kindergartenjahr eingerichtet, die Arbeitslosenquote in Rheinland-Pfalz sank auf rund 7 Prozent – den drittniedrigsten Wert in Deutschland.
Er war vom 1. November 2000 bis zum 31. Oktober 2001 turnusgemäß Bundesratspräsident. Seit dem Rücktritt von Edmund Stoiber als bayerischer Ministerpräsident am 9. Oktober 2007 war Beck bis zu seinem Rücktritt der dienstälteste amtierende Ministerpräsident in Deutschland.

#### Rücktritt

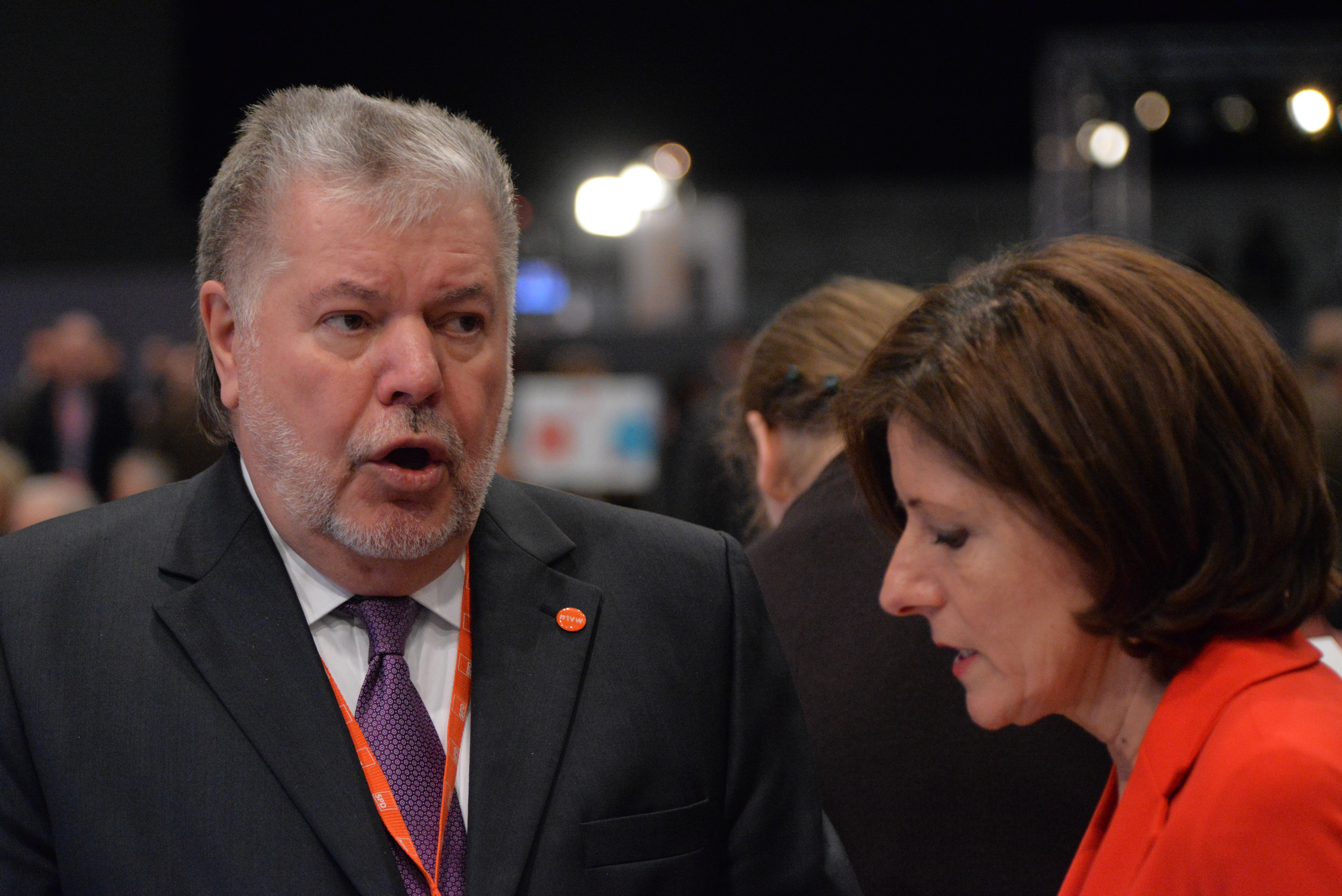
Kurt Beck auf dem Bundesparteitag der SPD 2015 mit seiner Nachfolgerin Malu Dreyer

Am 16. Januar 2013 trat Beck aus gesundheitlichen Gründen zurück; diesen Schritt hatte er im September 2012 angekündigt. Malu Dreyer wurde zu seiner Nachfolgerin gewählt. Das Landtagsmandat gab Beck am 5. Februar 2013, seinem 64. Geburtstag, zurück. Zwei Tage zuvor war er von der SPD-Landtagsfraktion feierlich verabschiedet worden.

### SPD-Parteivorsitz und Bundestagswahl 2009

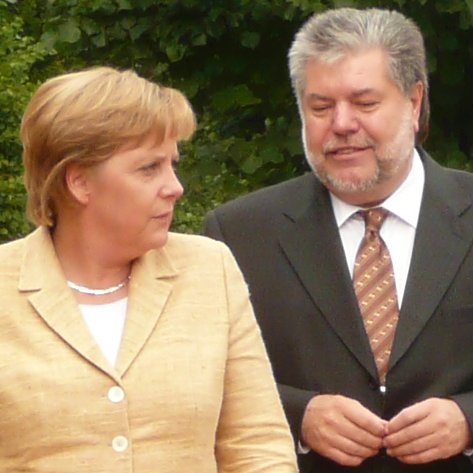
Bundeskanzlerin Angela Merkel und Kurt Beck, 2007

Bereits seit 2003 war Beck erst unter Gerhard Schröder, dann unter Franz Müntefering und anschließend unter dem brandenburgischen Ministerpräsidenten Matthias Platzeck stellvertretender Bundesvorsitzender der SPD. Nachdem Platzeck aus gesundheitlichen Gründen den Parteivorsitz niedergelegt hatte, übernahm Beck am 10. April 2006 das Amt kommissarisch und wurde gleichzeitig vom Präsidium als einziger Kandidat für den ordentlichen Parteivorsitz nominiert. Seine endgültige Wahl erfolgte auf einem Sonderparteitag am 14. Mai 2006 mit 95,1 Prozent der Delegiertenstimmen. Seit dem 7. November 2006 war Beck außerdem Vizepräsident der Sozialistischen Internationale.
Die Frage nach einer Kanzlerkandidatur zur Bundestagswahl 2009, die ihm als Parteivorsitzenden immer wieder gestellt wurde, hielt Beck nach außen stets offen. Durch Cablegate wurde aber bekannt, dass in der rheinland-pfälzischen Staatskanzlei bereits ab Februar 2007 eine potentielle Kandidatur vorbereitet wurde. Nachdem Frank-Walter Steinmeier auf einer Parteiklausur am 7. September 2008 als Kanzlerkandidat für die Bundestagswahl 2009 bekannt gegeben worden war, erklärte Beck, der sich intern schon länger für Steinmeiers Kandidatur eingesetzt hatte, sich bei der Kommunikation nach außen aber übergangen sah, auf der Klausur seinen Rücktritt als Bundesvorsitzender. Beck erläuterte dazu in einer Pressemitteilung, dass er sich „aufgrund gezielter Falschinformationen“ zur Kanzlerkandidatur Steinmeiers durch die Presse nicht in der Lage sehe, das Amt weiterhin mit der „notwendigen Autorität auszuüben“. Der Parteivorsitz wurde daraufhin zunächst von Steinmeier kommissarisch übernommen, bis Franz Müntefering auf einem Parteitag der SPD im Oktober zu Becks Nachfolger gewählt wurde.

### Weitere Tätigkeiten
- Rundfunkkommission der Länder, Vorsitzender (1994–2013)
- ZDF-Verwaltungsrat, Vorsitzender (1999–2017)

Nach dem Tode Peter Strucks war Beck von 2013 bis 2020 Vorsitzender der SPD-nahen Friedrich-Ebert-Stiftung. Nach seinem Rücktritt wurde er 2020 zum Ehrenvorsitzenden der FES gewählt.
Von 2013 bis 2018 war Beck als Mitglied eines Beratungsgremiums für das Pharmaunternehmen Boehringer Ingelheim tätig.
Beck war Beauftragter der Bundesregierung für die Opfer und Hinterbliebenen des Anschlags auf den Berliner Weihnachtsmarkt im Jahr 2016. Seit September 2021 ist er Mitglied des Kuratoriums der Bundeskanzler-Helmut-Kohl-Stiftung.

### Privates
Beck heiratete 1968 die Friseurin Roswitha Starck, ein Jahr später wurde sein einziger Sohn Stefan geboren, der später Anwalt wurde.
Am 30. Dezember 2015 erlitt Beck einen leichten Schlaganfall.

## Positionen und Kritik

### Netzpolitik
Als im Jahr 2010 der umstrittene Jugendmedienschutz-Staatsvertrag scheiterte, der maßgeblich von der rheinland-pfälzischen Staatskanzlei erarbeitet worden war, drohte Beck mit dem Erlass von Sperrverfügungen für Internetangebote durch die Jugendschutzbehörden des Landes.
Bei der Gedenkfeier anlässlich der Tötung zweier Polizisten im Landkreis Kusel äußerte Kurt Beck, eine solche Rohheit habe „auch etwas damit zu tun, dass wir insgesamt schrittweise Übergriffe hingenommen haben.“ Insbesondere durch das Internet sowie bestimmte Videospiele habe sich Brutalität, auch wenn diese dort nicht real sei, in die Gesellschaft „geschlichen“ und bei vielen Menschen die Hemmschwelle gesenkt.

### ZDF-Staatsvertrag
Vor dem Hintergrund einer Nicht-Verlängerung des auslaufenden Vertrages von Nikolaus Brender, dem damaligen ZDF-Chefredakteur, beklagte Beck wiederholt den zu hohen Einfluss der Politik auf Personalentscheidungen des Senders. Anfang 2011 reichte das Land Rheinland-Pfalz zusammen mit dem Land Hamburg, angestoßen von der Grünen-Bundestagsabgeordneten Tabea Rößner, in diesem Zusammenhang einen Normenkontrollantrag zum ZDF-Staatsvertrag beim Bundesverfassungsgericht in Karlsruhe ein, der überwiegend erfolgreich war und dazu führte, dass der ZDF-Fernsehrat nur noch zu einem Drittel aus Vertretern von Bund und Ländern und keinerlei Parteivertretern mehr besteht und der ZDF-Verwaltungsrat nur noch zu 30 Prozent aus Vertretern der Länder besteht (Urteil – 1 BvG 1/11 – Rn. (1-135) vom 25. März 2014).

### Nürburgring-Affäre
Im März 2010 erklärte Beck im parlamentarischen Untersuchungsausschuss zur Affäre um die gescheiterte Privatfinanzierung der Freizeit- und Tourismusanlagen auf dem Nürburgring: „Damals hätte ich die Reißleine ziehen sollen, weil die Frist für den Geldfluss nicht eingehalten wurde“. Das von seinem damaligen Finanzminister Ingolf Deubel forcierte Finanzierungsmodell war gescheitert, da immer wieder Zahlungen der privaten Investoren ausblieben. Etwa eine halbe Milliarde Euro wurde seit Becks Amtsantritt im Jahre 1994 vom Land Rheinland-Pfalz in Freizeit- und Tourismusanlagen an der Rennstrecke investiert, deren Wert 2013 auf 120 Millionen Euro geschätzt wurde. Beck hatte versprochen, das Projekt werde den Steuerzahler keinen einzigen Euro kosten.
Am 18. Juli 2012 erklärte Beck, dass der Nürburgring in die Insolvenz gehen werde. Das Land muss unter anderem für eine Bürgschaft über 254 Millionen Euro, die der staatlichen und nunmehr insolventen Nürburgring GmbH gewährt wurde, einstehen. Beck bat den Landtag auf einer am 1. August 2012 einberufenen Sondersitzung um Entschuldigung. Am 23. August 2012 beantragte die CDU-Fraktion ein Misstrauensvotum. Die Mehrheit von SPD und Grünen im Landtag wies den Misstrauensantrag am 30. August 2012 zurück.
Als er am 3. Oktober 2012 während eines Interviews von einem Kritiker auf das Thema angesprochen wurde, beschimpfte er diesen mit den Worten „Können Sie mal das Maul halten, wenn ich ein Interview gebe? Einfach ’s Maul halten!“ und „Sie sind nicht ehrlich, Sie sind dumm!“
Am 19. Februar 2013 sagte Beck als Zeuge im Nürburgring-Verfahren aus. Dabei räumte er politische Fehler ein und machte die Weltwirtschaftskrise für die Probleme der Rennstrecke verantwortlich.

### Hartz IV
Im Jahr 2006 empfahl Beck einem ungepflegt wirkenden Hartz-IV-Empfänger: „Wenn Sie sich waschen und rasieren, finden Sie auch einen Job.“ Im gleichen Jahr sprach er sich für die Einführung einer gemeinnützigen Leistungspflicht für Hartz-IV-Empfänger aus. Beck erklärte das „generell für zumutbar.“ Als Bürgermeister einer kleinen Gemeinde habe er selbst auch arbeitsfähige Sozialhilfe-Empfänger „Geländer streichen oder Treppen kehren lassen“.

### Hochmoselübergang
Beck unterstützte den Bau einer umstrittenen, 175 Millionen Euro teuren Hochmoselbrücke bei Ürzig im Flussabschnitt zwischen Bernkastel-Kues und Traben-Trarbach als Bestandteil des Ausbaus der B 50.

### Affäre um das Oberlandesgericht Koblenz
Im Zuge des Besetzungsverfahrens der Präsidentenstelle des Oberlandesgerichts Koblenz wurde der Landesregierung, insbesondere dem Justizminister Heinz Georg Bamberger, vom Bundesverwaltungsgericht ein Verfassungsbruch bescheinigt. Beck sprach dem Minister sein Vertrauen aus und behauptete entgegen der Begründung des Urteils des Bundesverwaltungsgerichts, Bamberger habe „im Einklang mit der bis dahin geltenden Rechtsprechung gehandelt“. Die nach der Landtagswahl 2011 von der rot-grünen Landesregierung angekündigte Schließung des Oberlandesgerichts Koblenz wurde von Opposition und Medien als Reaktion auf diese Affäre betrachtet. Das Verwaltungsgericht Koblenz entschied am 26. Juli 2011, dass die Stelle des OLG-Präsidenten trotz der geplanten Schließung innerhalb von vier Wochen besetzt werden muss.  Andernfalls wurde ein Zwangsgeld von 10.000 Euro angedroht. Der anhaltende mediale Druck und Widerstand aus der Bevölkerung veranlasste die Landesregierung, die angedachte Reform von einer Expertenkommission prüfen zu lassen. Die Expertenkommission kam nach ihrer Analyse zu dem Ergebnis, dass keine nennenswerten Einsparungen zu erzielen seien, und empfahl daher, Abstand von der Zusammenlegung zu nehmen.

### Kritik an Pension eines Staatssekretärs
Kurz vor der Stichwahl zum Oberbürgermeister von Koblenz äußerte der SWR in einem Medienbericht Kritik an einer Ruhestandsregelung des amtierenden SPD-Oberbürgermeisters Joachim Hofmann-Göttig. Der ehemalige Kulturstaatssekretär im Kabinett Beck wurde vor der Übernahme des Oberbürgermeisteramts durch den Ministerpräsidenten in den einstweiligen Ruhestand versetzt. Dies wurde mit neuen kulturpolitischen Herausforderungen begründet. Die Zahlung einer höheren Pension als Staatssekretär wird vom Rechnungshof Rheinland-Pfalz und vom Bund der Steuerzahler kritisiert. Dem Ministerpräsidenten steht es jedoch nach dem Beamtenrecht zu, Staatssekretäre, auch ohne Begründung, in den Ruhestand zu versetzen.

## Kabinette
- Kabinett Beck I
- Kabinett Beck II
- Kabinett Beck III
- Kabinett Beck IV
- Kabinett Beck V

## Ehrenämter und Auszeichnungen
- Ehrenamtlicher Arbeitsrichter[44]
- Ehrenvorsitzender der SPD Rheinland-Pfalz[45]
- Holger-Börner-Medaille der SPD (2013)[46]
- Großes Verdienstkreuz mit Stern (1999)
- Großkreuz des Verdienstordens der Bundesrepublik Deutschland (2004)
- Großkreuz des Sterns von Rumänien (2001)
- Großoffizier der Ehrenlegion
- Großkreuz des Verdienstordens Pro Merito Melitensi des Souveränen Malteserordens
- Kommandeur des Ordens der Künste und der Literatur der Französischen Republik
- Ehrenbürger der französischen Partnerregion Burgund (2012)[47]
- Ehrenmeister des Pfälzischen Handwerks (1997)
- Saumagen-Orden der Schifferstadter Karnevals- und Tanzsport-Gesellschaft Schlotte (1998)
- Orden Pälzer Krischer des Ludwigshafener Karnevalsvereins Rheinschanze (2002)
- MUT – Preis für politisches Handeln zugunsten psychisch kranker Menschen des Irrsinnig Menschlich e. V. – Verein für Öffentlichkeitsarbeit in der Psychiatrie, Leipzig (2003)
- Erster Fastnachtsorden „Wir sind nur ein Karnevalsverein“ des 1. FSV Mainz 05 (2003)
- Mittelstandspreis der Union Mittelständischer Unternehmen (2005)
- Goldener Ehrenring des 1. FC Kaiserslautern
- Verdienstorden des Senats der Republik Chile
- Ehrenbürger der Woiwodschaft Oppeln, Polen
- Ehrendoktorwürde der Francis Marion University in South Carolina (USA)
- Ehrenbürger der südchinesischen Provinz Fujian
- Commandeur in der Weinbruderschaft Chevaliers du Tastevin, Frankreich
- Mitglied im Kuratorium der Stiftung von Schüler Helfen Leben
- Leibniz-Medaille der Akademie der Wissenschaften und der Literatur Mainz (2013)
- Ehrenmitglied des Reichsbanners Schwarz-Rot-Gold, Bund aktiver Demokraten (2003)
- Martini-Preis des SPD-Unterbezirks Südpfalz (2019)[48]
- Ehrenvorsitzender der Friedrich-Ebert-Stiftung (2020)